# Sol Rodríguez
Maria Soledad Rodríguez Belli (Buenos Aires, 17 de Abril de 1990), mais conhecida pelo seu nome artístico Sol Rodriguez, é uma dançarina, cantora, modelo e atriz argentina. Ela é mais conhecida pelo papel de Mecha na série Grachi da Nickelodeon América Latina. Rodríguez lançou várias músicas da trilha sonora de Grachi, cantado juntamente com outros atores do elenco.

## Biografia e carreira
Nascida em 1990, na cidade de Buenos Aires, Sol Rodríguez começou a dançar quando tinha cinco anos. Aos oito anos, ela se mudou com sua família para a Guatemala, onde continuou dançando e cantando. Ela fez parte de um grupo de garotas na escola, e que se apresentavam  em reuniões de pais e em atividades escolares, e começou a fazer comerciais de televisão quando ela tinha dez anos. Em 2006, ela se mudou com seus pais para Miami, onde estudou no Miami Dade College, porém ela dicidiu assinar com uma agência de talentos de Miami. Algumas semanas depois, ela fez seu primeiro trabalho para a Reebok.
Seu primeiro trabalho na televisão foi na Nickelodeon América Latina, onde ela conseguiu um papel de co-protagonista da série Grachi. Graças à resposta dos fãs eles fizeram três temporadas, sendo o número um nas classificações em muitos países latino-americanos.  Houve também uma turnê musical durante a segunda temporada, intitulada Grachi: El Show en Vivo, que viajou por diversas cidades do México. Na Argentina, eles realizaram dez apresentações no Teatro Gran Rex e viajaram para Santa Fé. Rodríguez com Isabella Castillo gravou uma canção para o segundo álbum de Grachi chamada "M.A.P.S" e sendo indicada para Nickelodeon Kids' Choice Awards México de "melhor atriz coadjuvante" e no Nickelodeon Kids' Choice Awards Argentina para o prêmio de "revelação".
Em 2013, ela foi nomeada entre os "dez melhores vestidos" do Billboard Latin Music Awards, e assinou com a Telemundo para uma nova novela chamada "Marido en alquiler".

## Filmografia
| Ano       | Nome               | Personagem               | Observação      |
| --------- | ------------------ | ------------------------ | --------------- |
| 2011-2013 | Grachi             | Mercedes "Mecha" Estevez | Co-Protagonista |
| 2013-2014 | Marido en alquiler | Sol Parras               |                 |
| 2014-2015 | Tierra De Reyes    | Lucía Crespo             |                 |
| 2015      | Demente criminal   | Fernanda Sánchez         |                 |
| 2016      | Criadas y malvadas | Daniela                  |                 |
| 2016      | NCIS               | Elena Silva              |                 |
| 2018      | Leoncio y Jennifer | Romana                   |                 |

### Premiações e indicações
| Ano  | Premiação                     | Categoria                | Trabalho | Resultado |
| ---- | ----------------------------- | ------------------------ | -------- | --------- |
| 2012 | Kids' Choice Awards México    | Melhor atriz coadjuvante | Grachi   | Indicada  |
| 2012 | Kids' Choice Awards Argentina | Revelação                | Grachi   | Indicada  |